# Sushruta
Sushruta – żyjący w VI wieku p.n.e. indyjski chirurg, jeden z pierwszych znanych chirurgów w historii, prawdopodobnie pierwszy chirurg plastyczny, autor pracy Sushruta Samhita, jednego z najstarszych traktatów poświęconych chirurgii.